# Історія літератури
Історія літератури — це історичний розвиток прозових чи поетичних творів, що мають на меті надати читачеві розвагу або освіту, а також розвиток літературних прийомів, що використовуються для передачі цих творів. Не всі писемні тексти є  літературою. Деякі зафіксовані матеріали, як-от зібрання даних (наприклад, обліковий реєстр) не вважаються літературою, і ця стаття стосується лише еволюції творів, визначених вище.

## Антична (бронзова доба – V століття)
Рання література походить із оповідей, які передавалися у племенах мисливців-збирачів через усну традицію, включаючи міфи та фольклор. Розповідання історій виникло в міру того, як людський розум розвинув здатність застосовувати причинне мислення й упорядковувати події в наратив і мову, що дало можливість першим людям ділитися інформацією одне з одним. Раннє оповідання створювало нагоду дізнаватися про небезпеки та соціальні норми, водночас розважаючи слухачів. Поняття міфу можна розширити, включивши туди всі способи використання закономірностей та історій для осмислення світу; ймовірно, це психологічно властиве самій людській природі. Епічна поезія вважається вершиною давньої літератури. Це великі наративні поеми,які оповідають про подвиги міфічних героїв, часто приписані ранній історії певного народу.
Історія писемності почалася незалежно в різних частинах світу — у Месопотамії близько 3200 року до н. е., у Стародавньому Китаї близько 1250 року до н. е. та в Месоамериці близько 650 року до н. е. Спочатку література не була пов'язана з письмом, адже воно використовувалося переважно для простіших цілей, зокрема для ведення обліку. До найдавніших збережених літературних творів належать Повчання Птаххотепа та Оповідь про Венамуна зі Стародавнього Єгипту, Настанови Шуріппака та Бідняк із Ніппура з Месопотамії, а також Книга пісень зі Стародавнього Китаю.

### Месопотамія

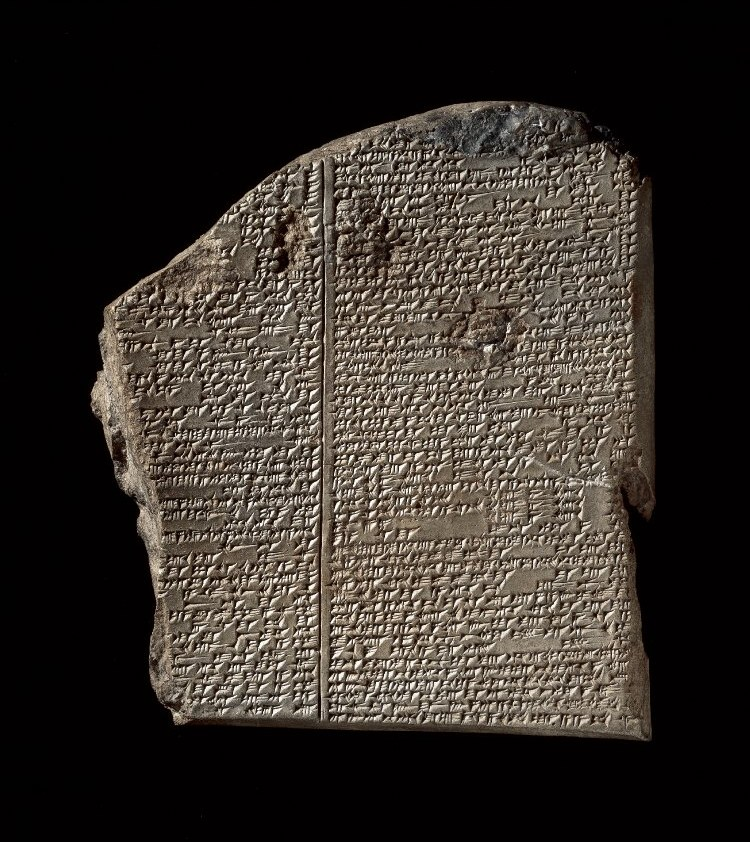
Кам'яна табличка, що містить частину Епосу про Гільгамеша

Шумерська література є найдавнішою відомою літературою, написаною в Шумері. Жанри літератури ще не були чітко визначені, і вся шумерська література містила поетичні елементи. Шумерські поеми демонструють основні складники поезії, зокрема рядки, образність і метафору. Персонажами могли ставати люди, боги, тварини, що розмовляють, та неживі предмети. У шумерських оповідях використовувалися як інтрига, так і гумор. Ці твори поширювалися переважно усно, хоча також записувалися писарями. Деякі твори були пов'язані з певними музичними інструментами чи обставинами та, ймовірно, виконувалися в конкретних умовах. У шумерській літературі не використовували назв, натомість твір називали за його першим рядком.
Аккадська література розвивалася у пізніших месопотамських суспільствах, таких як Вавилонія та Ассирія, з III по I тисячоліття до н. е. У цей час вона поширилася й на інші регіони, зокрема Єгипет, Угарит та Хаттусу. Аккадська мова зазнала впливу шумерської, і багато елементів шумерської літератури були запозичені в аккадській літературі. Чимало творів аккадської літератури створювалося на замовлення царів, на службі яких перебували писарі та вчені. Деякі з цих творів прославляли царя або божеств, інші ж записували відомості для релігійних практик чи медицини. У аккадській літературі були представлені поезія, прислів'я, народні оповіді, любовна лірика й описи суперечок.

### Стародавній Єгипет
Література Стародавнього царства Єгипту розвинулася безпосередньо з практичного використання за часів П'ятої династії. Списки жертвопринесень богам переписувалися у вигляді молитов, а статистичні відомості про державних урядовців розширювалися до автобіографій. Ці автобіографії створювалися для того, щоб показати чесноти підданих, і часто мали вільний стиль, що поєднував прозу й поезію. Про царів не писали, окрім службових записів, однак поезію виконували під час похоронів царів як частину релігійного ритуалу. Повчання, жанр літератури мудрості, популярний протягом більшої частини історії Давнього Єгипту, викладали принципи давньоєгипетської філософії, у яких поєднувалися прагматичне мислення й релігійні роздуми.
Ці літературні традиції продовжили розвиватися за часів Середнього царства Єгипту коли автобіографії стали більш складними. Роль царя в літературі в цей період розширилася: царські заповіти писалися від імені правителя до його наступника, а прославлення царя й утвердження сильної влади включалися до автобіографій і Повчань. У цей час також розвиваються художня проза та роздуми про добро і зло. За часів Нового царства Єгипту зберігалася популярність літератури мудрості й навчальних творів, хоча більшу вагу надавали використанню повчань і оповідей, а не трактатів. Розважальна література була популярною серед знаті цього періоду, включаючи елементи наративного міфу й фольклору, релігійні гімни, любовні пісні, а також прославлення царя й міста.

### Стародавній Китай

#### Династія Чжоу

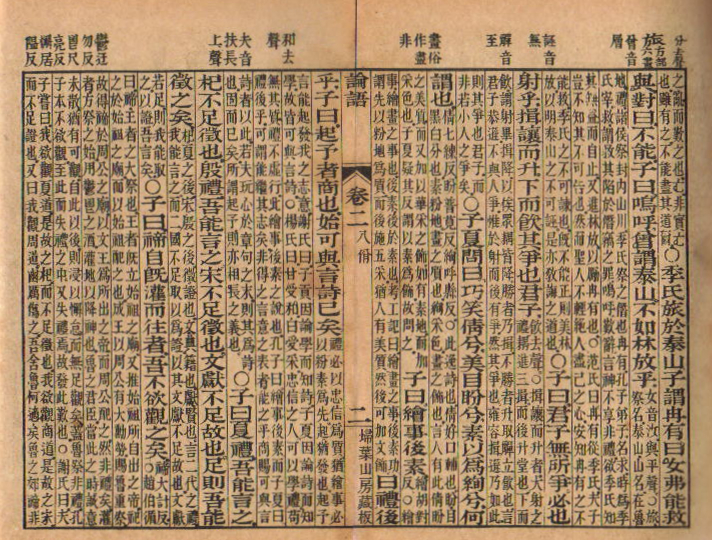
Аналекти Конфуція

Китайська міфологія відігравала помітну роль у найдавнішій китайській літературі, хоча й була менш виразною порівняно з міфологічною літературою інших цивілізацій. На час династії Чжоу китайська культура робила наголос на громаді більше, ніж на особистості, відмовляючи від міфологічних оповідей про великих героїв та персоніфікацій божественного. Міфологічна література була більш поширеною в південній державі Чу. Дао де цзін і Чжуан-цзи є філософськими збірками, що слугують основою даосизму. Конфуцій був визначальною постаттю в давньокитайській філософії та політиці. Він уклав шість класичних праць як основоположні тексти конфуціанства, і вони стали центральними текстами, з якими порівнювали інші твори в китайському літературознавстві. Конфуціанство почало домінувати в літературних смаках Давнього Китаю, починаючи з періоду Воюючих царств. Висловлювання Конфуція пізніше були зібрані його учнями в Аналектах.
Антології були поширеним явищем у Давньому Китаї, і складання антологій використовувалося як засіб літературної критики для визначення літературної класики. Класика поезії, одна з Шести класичних праць, є найдавнішою збереженою антологією китайської поезії. Вона містить 305 творів анонімних авторів, що датуються XII–VII ст. до н. е. До появи цих творів поетична традиція в Стародавньому Китаї була переважно усною. Антологія Чу Ци є збіркою поем періоду Чжаньґо, написаних у державі Чу та традиційно приписуваних Сун Юю та Цюй Юаню. Ці поеми були створені у формі рапсодій, які призначалися для декламації з певною інтонацією, а не для співу. Музичне бюро було засноване під час династії Чжоу, утвердивши державну роль у збиранні музичних творів і народних пісень, що зберігалася протягом усієї історії Китаю.

## Періодизація літератури
- Стародавня література (Давня література)
  - Архаїчні літератури Сходу:
    - Шумерська література
    - Давньоєгипетська література
    - Аккадська література (Ассиро-вавилонська література)
    - Хурритська література
    - Хеттська література
    - Угаритсько-фінікійська література

  - Класичні літератури Сходу:
    - Давньокитайська література
    - Давньоіндійська література
    - Давньоіранська література
    - Давньоєврейська література

  - Антична література
    - Давньогрецька література
    - Давньоримська література
- Література Середньовіччя
  - Література Середньовічного Сходу
  - Візантійська література
  - Давньоруська література
- Література Відродження
- Література 17 століття
  - Література бароко
  - Література класицизму
- Література 18 століття
  - Література Просвітництва
  - Література сентименталізму
- Література 19 століття
  - Література романтизму
  - Література реалізму
  - Література натуралізму
- Література межі 19-20 століть
  - Література перемодернізму
    - Література символізму
    - Література імпресіонізму
    - Література футуризму
- Література першої половини 20 століття
  - Література модернізму
    - Література експресіонізму
    - Література екзистенціалізму

  - Література соцреалізму
- Література другої половини 20 століття
  - Література постмодернізму